# Tezuka Oszamu
Tezuka Oszamu (手塚治虫; Hepburn: Osamu Tezuka; Tojonaka, 1928. november 3. – 1989. február 9.) japán képregényíró. Nagy számban készített képregényeket és anime-filmeket; nagy hatással volt a sódzso-stílusra. Leginkább az Astro Boy (Tetsuwan Atom) és Kimba, a fehér oroszlán (Jungle taitei) készítőjeként vált híressé. A Kimbáról azt tartják, hogy a Disney-klasszikus, Az oroszlánkirály elődje lehetett. Sokszor hasonlították Walt Disneyhez, és a japán Walt Disneynek is tartják, ezen felül az anime- és manga-kultúra teremtőjének is.

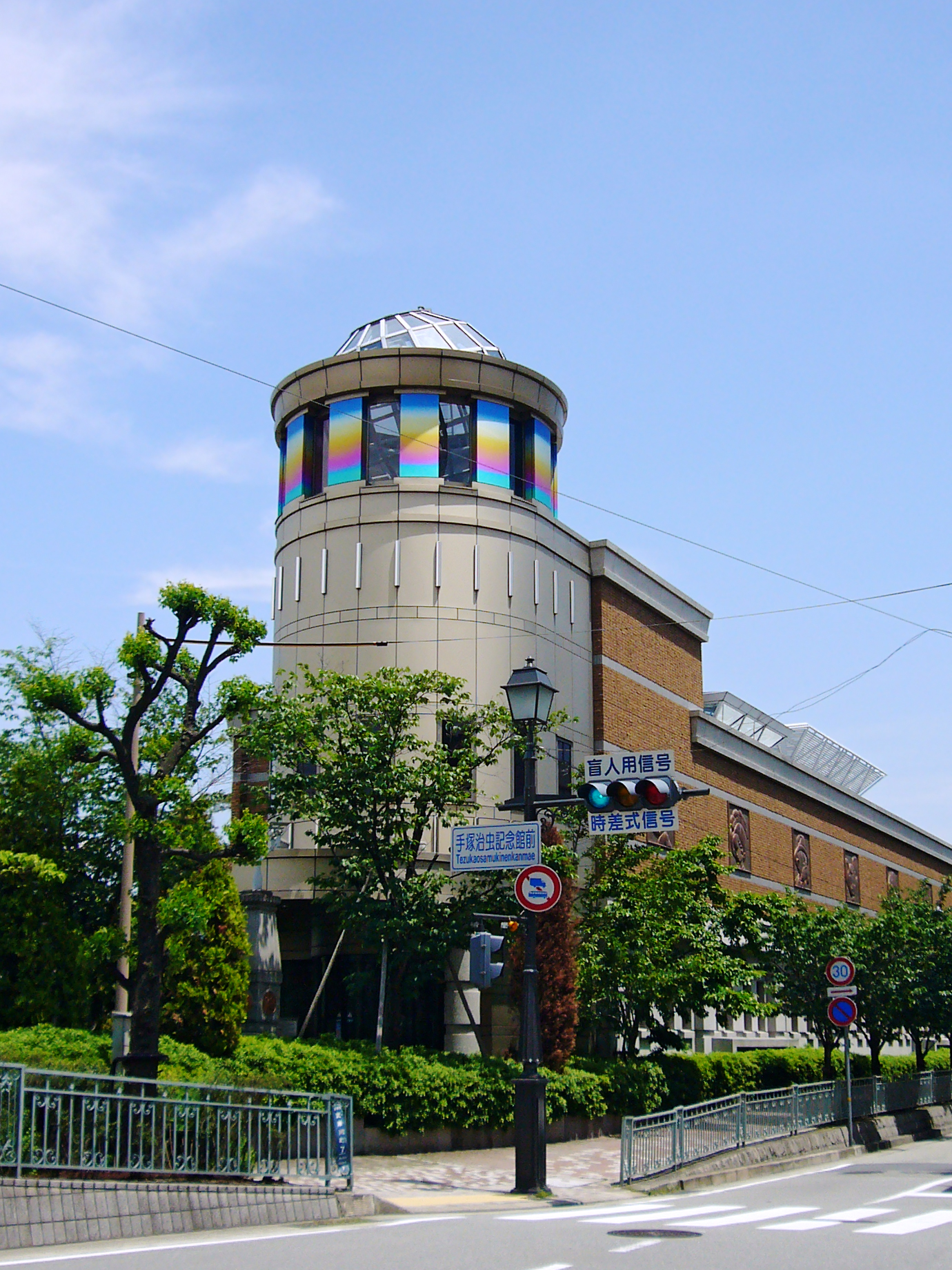
Manga Múzeum Japánban

Tezuka legismertebb képregényei közé tartoznak a Tetsuwan Atom, Black Jack, Ribbon no kishi, Hi no tori, Jungle taitei és az Adolf. Tezuka maga a Hi no tori című képregényét tartja élete művének. Ő hozta létre a Mushi Production animációs stúdiót, amit Japánban a televíziós anime úttörőjeként tartanak számon.

## Pályafutása

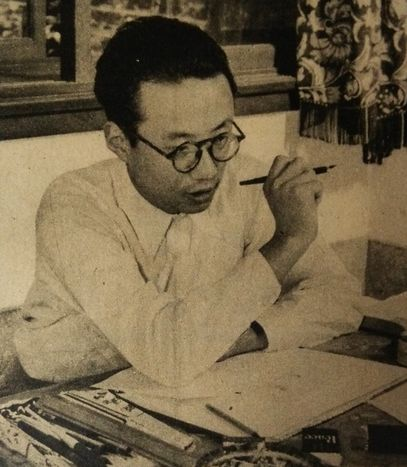
Tezuka Oszamu 1953-ban

A család három gyereke közül Tezuka volt a legidősebb fiú. Szakmáját tekintve orvos volt, de már az egyetemi évei alatt elkezdte a képregények rajzolását. Tezuka első mangája Maa-chan no nikkichou (Maa naplója) 1946-ban jelent meg a Shoukokumin shinbun című lapban. Akkoriban 17 éves volt. A következő évben kiadta a Shin takarajima-mangát (Új kincses sziget), amitől híressé vált, és ez Japánban nagy érdeklődésre tett szert. A képregény Robert Louis Stevenson A kincses szigetének a könyvén alapult, a gyors tempója és a nyugati stílusa miatt lett hamarosan bestseller, amiből összesen több mint 400 000 darabot adtak el.
Gyomorrákban halt meg 60 évesen; az utolsó szavai a következőek voltak: „Egyszer 's mindenkorra, hagyjatok dolgozni.” 1994-ben Tezuka szülővárosában Takarazuka megnyitott egy Tezukát bemutató múzeumot, és 1997-ben az ő emlékére adtak ki bélyegeket.

## Anime és Manga Istene
Tezukát sokszor az „anime és a manga Istenének” hívják, ugyanis pont az ő munkái hoztak hírnevet ezeknek az ágazatoknak Japánban. Ezen kívül az animének és a mangának az evolúcióját is ő biztosította, megteremtette az alapokat a további fejlődéshez. Ő találta ki a tipikus arcrajzulatot az erősen felnagyított és rendkívül részletesen megrajzolt szemekkel együtt. Tezukára a Betty Boop, Mickey egér és más hasonló mesék hatottak. Az első profi mangája a Machan no Nikkicho volt, 1946-ban. Majdnem 700 mangát rajzolt, ami kb. 170 ezer oldalt tesz ki.

## Az Oszamu Tezuka Manga Múzeum
Az Oszamu Tezuka Manga Múzeumot (宝塚市立手塚治虫記念館) 1994. április 25-én avatták fel. Az épület háromemeletes, a pincében van egy „Animációs Műhely”, ahol a látogatók saját animációikat hozhatják létre. Ezen kívül megtalálhatóa múzeumban a Takarazuka városról készült makett, és egy másolat az asztalról, amin Oszamu Tezuka dolgozott.
A földszinten, az épületek bejárata előtt, számos Tezuka által alkotott karakter kezéről és lábáról készített másolatok láthatóak. Bent az előtérben van egy Ribon no Kishi bútormásolat. Ugyan azon a szinten van egy állandó kiállítás a mangáról és egy kijelző animével. A kiállítás két részből áll: az első Oszamu Tezukát és a Takarazuka várost mutatja be, a másik pedig Oszamu Tezukát, a szerzőt.
Az első emeleten számos kiállítást tartanak és van egy elérhető mangakönyvtár, ahol Tezuka 500 munkája megtalálható, egy video könyvtár és egy nappali, ahol a Kimba, a Fehér Oroszlán által megihletett dekoráció van.

## Munkái
Fiatalkorában, Tezuka kezei beduzzadtak és beteg lett. Egy olyan orvos gyógyította meg, aki miatt orvos akart lenni. Egyetem alatt rajzolta meg az első profi munkáját, ekkor kezdte el karrierjét manga művészként. Végül megkérdezte édesanyjától, hogy teljes munkaidőben mangát rajzoljon-e, vagy inkább orvos legyen. Abban az időben manga szerzőnek lenni nem volt éppen egy hálás munka. Édesanyja válasza a következő volt: „Csináld azt, amit a legjobban szeretsz.” Tezuka úgy döntött, hogy teljes munkaidőben fog mangákat alkotni. Az Oszakai Egyetemen végzett és megszerezte orvosi diplomáját, de később az orvosi és tudományos ismereteit a sci-fi mangáiban hasznosította, mint a Burakku Jakku.
Tezuka alkotásai közé tartozik az Astro Boy, Burakku Jakku, Hi no tori, Jungle taitei, Univo, Üzenet Adolfnak és Buddha. Élete munkája a Hi no Tori volt – 1950-ben kezdte és egészen a haláláig folytatta.
1965 januárjában Stanley Kubricktől kapott levelet, aki megnézte az Astro Boyt és el akarta hívni Tezukát, hogy legyen művészeti vezetője következő filmjének, a 2001: Űrodüsszeiának (1968). Tezuka nem hagyhatta ott a stúdióját egy teljes évre, hogy Angliában éljen, így visszautasította a meghívást. Annak ellenére, hogy nem dolgozhatott a filmen, imádta. A munkával töltött éjszakák során a film zenéit hallgatta.
Sok fiatal manga író élt egyszer abban a lakásban, ahol Tezuka is, a Tokiwa-só-ban. Többek között Shotaro Ishinomori, Fujio Akatsuka, Abiko Motou és Hiroshi Fujimoto. Igen kicsi lakás volt.

## Magánélete
Tezuka, Hattori Hanzónak a leszármazottja, aki egy híres nindzsa és szamuráj volt. Hűségesen szolgálta Tokugava Iejaszut a Szengoku-korszak alatt Japánban. Fia, Tezuka Makoto lett a film és anime igazgatója. Tezuka sok jól ismert manga szerzőnek adott tanácsokat, mint Isinomori Sótaró és Nagai Gónak.
Tezuka szeretett rovarokat gyűjteni, szerette a rovartant, Walt Disneyt, a baseballt, és elérte, hogy a Nippon Profi Baseball ligájának a logója legyen a Kimba, a fehér oroszlán. Tezuka személyesen találkozott Walt Disneyvel, aki fel akarta venni. Tezuka rajongott  Supermanért és megválasztották a Superman Japán tiszteletbeli elnökévé. Tezuka szabad szellemű volt, de ennek ellenére egy buddhista temetőben temették el, Tokióban.

## Kiemelt mangák és animék
- Jungle Taitei, 1950-54. Ismertebb nevén Kimba a Fehér Oroszlán. Ez Tezuka mangái közül az egyik legikonikusabb kreációi közé tartozik. Az első teljes körű hosszú sorozata, a Jungle Taiteiben, Leo, a fehér oroszlán kalandjait láthatjuk, ahol a dzsungel királyaként arra törekszik, hogy elkapja apja gyilkosát. 1965-ben Tezuka Mushi Produkciós irodája, melyet az NBC finanszíroz, 52 anime epizódot készített, melyek mangán alapultak. A sorozatok az első színes animék voltak. Ezt rögtön követte 26 újabb epizód, amit a Mushi Produkció készített. A folytatást 1984-ben angolra szinkronizálták Leo the Lion néven. A teljes hosszúságú animációs filmet, ami félig Tezuka mangáján alapszik, színpadra vitték 1997-ben Jungle Emperor Leo néven. A 30 perces rövid verziót a Fuji TV-ben adták le 2009. Szeptember 5-én. Goro Taniguchi rendezte, aki a Code Geass és a Planetes alkotója.
- Tetsuwan Atom (Astro Boy), 1953-69. Az Asztro Fiú lett Tezuka leghíresebb alkotása. A karaktere békeszerető robot, akit azután alkotott meg, hogy egy részeg arcon ütötte. 1963-ban jelent meg először, mint belföldön előállított animációs program a japán televízióban. A heti 30 perces, (193 rész) vezetett az első őrülethez Japánban. Amerikában az első TV-műsor volt, ami a legnépszerűbb japán animációként, Amerikai Egyesült Államokban is azzá vált.
- Ribon no Kishi (Princess Knight), 1953-56. Egy kaland dráma Szafír hercegnőről, a lányról, akinek fiúnak kell tettetnie magát, a testének két lelke van, egy fiúé és egy lányé. A mangát Takarazuka Revue-je ihlette, amit Tezuka fiatal korában látott. Ribon no Kishi önmagában sok témát alapozott meg és a későbbi sódzso manga stílusát is (lány manga), sokszor a sódzso anyjaként emlegetik. 1967-ben adták le animeként a TV-ben, ahonnan Amerikai Egyesült Államokba és más angolul beszélő országokba is eljutott. Még ma is lenyűgöző anime és ez kétségkívül Tezuka egyik legnépszerűbb alkotása.
- Hi no Tori (Főnix), 1956-89. Tezuka legambiciózusabb munkája, amely a halhatatlansággal foglalkozik. A főszereplője Főnix, aki a kozmosz fizikai megnyilvánulása, és így halhatatlan, mert egy kevés vért ivott a főnixtől. Más karakterek is megjelennek benne reinkarnációként. A Hi no Torit többször megfilmesítették.
- Iker Lovag, 1958. Az Iker Lovag a Princess Knight folytatása, amely néhány évvel az eredeti sorozat vége előtt jelent meg. Az Iker Lovagban Safír hercegnő királynővé lépett elő és házasságot kötött Frantzzal, akibe a sorozatban szeretett bele. Az Iker Lovag fő szereplői Safír és Frantz ikrei, Daisy herceg és Violetta hercegnő. Folytatva az eredeti sorozat cselekményeit, nyomon követhetjük Daisy herceg elrablását. Violetta hercegnő pedig úgy tesz mintha mindkettejüket elrabolták volna, és mindaddig testvére hollétét próbálja kideríteni. Habár az Iker Lovag-ot valójában Ribon no Kishi adta ki kis példányszámban, 1960-ban megváltoztatták a címet, mikor a sorozatot egyetlen kötetbe gyűjtötték. Azóta már önálló sorozattá nőtte ki magát, de televíziós változata nem készült.
- Kureopatora, 1970. A film Kleopátra Juliusz Cézárral és más férfiakkal töltött számos romantikus találkozásait meséli el. Amikor az Egyesült Államokban megjelent a film, az amerikai forgalmazók megváltoztatták a címét Cleopatra: Queen of Sex-re.
- Buddha, 1972-83. Tezuka egyedülálló értelmezésében jelenik meg Gautama Buddha élete, aki a  Buddhizmus alapítója.  1972. szeptemberében kezdődött el a sorozat és 1983. decemberében ért véget Tezuka egyik utolsó hősies manga munkájaként. Animeként 2011-ben jelent meg.
- Burakku Jakku, 1973-83. Tehetséges sebész, aki illegálisan operál radikális és természetfeletti módszerekkel, hogy leküzdhesse a ritka betegségeket. 1975-ben a Burakku Jakku megkapta a Japán Karikaturisták Szövetségének díját és a Koudansha Manga-díjat 1977-ben. Három filmje is megjelent 2000 és 2001 között.

## Díjai
- 1958 Shogakukan manga-díj
- 1975 Bungeishunjū manga-díj
- 1975 Japán Képregény rajzolók szövetségének- díja — Különleges Díj
- 1977 Kodansha Manga-díj a Burakku Jakku és a Mitsume ga Tōruért.
- 1980 Inkpot-díj, San Diego Comic-Con
- 1983 Shogakukan manga-díj a Hidamari no Ki-ért
- 1984 Animafest Zagreb Nagydíj a Jumping-ért
- 1985 A Hiroshimai Nemzetközi Animációs Fesztivál az Onboro filmért
- 1986 Kodansha manga-díj a Adorufu ni Tsugu-ért
- 1989 Nihon SF Taisho-díj – Különleges díj
- 1989 Order of the Sacred Treasure, 3rd class (posthumous)
- 2004 Eisner-díj a Buddháért (vol. 1–2)
- 2005 Eisner-díj a Buddháért (vol. 3–4)
- 2009 Eisner-díj a Dororo-ért